# Light up
Light Up, japanska 美術館 bijutsukan, är ett logikspel som utvecklades av japanska Nikoli år 2001. Det spelas i ett rutnät med från början svarta och vita rutor, och uppgiften är att placera lampor så att alla vita rutor blir belysta. I en del av de svarta rutorna står siffror – 0 till högst 4 – som anger hur många lampor det skall finnas vertikalt och horisontellt intill rutan med siffran.

## Regler
1. Lampor kan placeras i alla vita rutor, men intill en svart ruta med siffra får det inte finnas fler lampor – vertikelt och horisontellt – än siffran anger.
2. Varje lampa belyser alla vita rutor i sin rad och kolumn, från och med rutan den befinner sig i till en svart ruta eller spelplanens kant.
3. Alla vita rutor skall vara belysta, men lamporna får inte lysa på varandra.

## Exempel
Det här exemplet visar en enklare spelplan, men rutnätet kan vara betydligt större. Det behöver dessutom inte vara kvadratiskt.

Den svarta rutan med siffran 4 måste ha en lampa i varje möjlig riktning. Dessa lampor markeras med cirklar. Genom att markera de vita rutor som lyses upp av dessa lampor med avvikande färg, eliminerar vi risken för att av misstag placera lampor så att de lyser på varandra.

Nu finns det bara en enda ruta kvar för att placera lampan intill den svarta rutan med siffran 1. Vi sätter ut den lampan och markerar de vita rutor som blir belysta.

Den svarta rutan med siffran 2 skall ha två lampor och det finns bara två obelysta rutor kvar för dessa. Vi sätter ut de båda lamporna och markerar de vita rutor som blir belysta. Nu finns det bara fyra obelysta rutor kvar.

Av de fyra obelysta rutorna ligger två intill den svarta rutan med siffran 0. I dessa rutor får det inte finnas någon lampa.

Om vi placerade en lampa i den nedersta radens tredje ruta, skulle rutan till höger om 0 fortfarande vara obelyst. Alltså måste den sista lampan placeras i den nedre högra hörnrutan. Därmed blir alla rutor belysta.

## Några taktiktips
- Ett enkelt sätt att få hjälp med lösningen är att markera de rutor som inte kan innehålla en lampa. Sätt till exempel ett kryss eller en punkt i dessa rutor. Exempel på sådana rutor är rutorna intill en svart ruta med siffran 0.
- Intill en ruta med siffran 4 måste det finnas lampor i alla fyra riktningarna. Detta gör att det inte går att placera lampor i de diagonala hörnrutorna intill en sådan ruta.
- Om en vit ruta inte kan belysas från en annan ruta, måste den belysa sig själv.
- Om en vit ruta bara kan belysas från en enda annan ruta (om den inte kan belysas ens från sig själv), måste det finnas en lampa i den senare rutan.
- De diagonala rutorna närmast en svart ruta med siffran 3 kan inte innehålla någon lampa. En sådan lampa skulle göra det omöjligt att placera tre lampor i de vertikala/horisontella rutorna runt 3.